# Стрелецкое сельское поселение (Чувашия)
Стреле́цкое се́льское поселе́ние (чув. Стрелецки ял тăрăхĕ) — муниципальное образование в Ядринском районе Чувашии Российской Федерации.
Административный центр — деревня Стрелецкая.

## История
Статус и границы сельского поселения установлены Законом Чувашской Республики от 24 ноября 2004 года № 37 «Об установлении границ муниципальных образований Чувашской Республики и наделении их статусом городского, сельского поселения, муниципального района и городского округа».

## Население
| 2010 | 2012 | 2013 | 2014 | 2015 | 2016 | 2017 |
| ---- | ---- | ---- | ---- | ---- | ---- | ---- |
| 1001 | ↘949 | ↗985 | ↘967 | ↘960 | ↘936 | ↘923 |
| 2018 | 2019 | 2020 | 2021 |      |      |      |
| ↘919 | ↘877 | ↘859 | ↘847 |      |      |      |

## Состав сельского поселения
| № | Населённый пункт | Тип населённого пункта          | Население |
| - | ---------------- | ------------------------------- | --------- |
| 1 | Полянки          | село                            | ↗319      |
| 2 | Стрелецкая       | деревня, административный центр | ↗718      |